# (3409) Абрамов
(3409) Абрамов (лат. Abramov) — астероид главного пояса, который был открыт 9 сентября 1977 года советским астрономом Николаем Черных в Крымской астрофизической обсерватории и назван в честь советского писателя Фёдора Абрамова, одного из наиболее известных представителей так называемой «деревенской прозы».

Орбита астероида Абрамов и его положение в Солнечной системе